# Lionel (légende arthurienne)
Pour les articles homonymes, voir Lionel.
Lionel est dans la légende arthurienne le fils aîné du Roi Bohort de Gaunes, le frère de Bohort l'Essilié et le cousin de Lancelot et d'Hector des Mares. Son nom lui vient de la tache de naissance sur son torse, qui évoque un lion couronné. Recueilli en même temps que son cousin par la Dame du Lac il devient chevalier de la Table Ronde.

## Dans la littérature médiévale

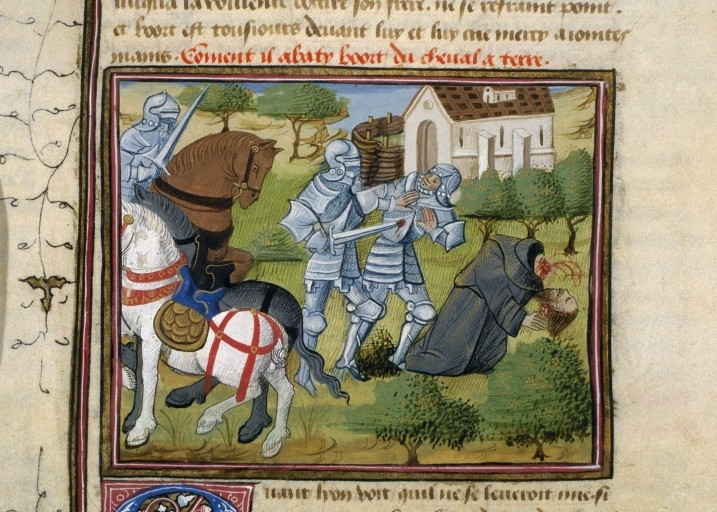
Lionel menace son frère Bohort l'Essilié

Lionel a la malchance d'être victime à deux reprises de cruelles flagellations. Une première fois, encore jeune homme et voyageant en compagnie de Lancelot, il est capturé par Sire Turquin, un mauvais chevalier qui l'enferme dans un donjon après l'avoir battu avec des branches épineuses. Plus tard, au moment de la quête du Graal, la même mésaventure se répète et cette fois Lionel cherche à tirer vengeance de son frère Bohort qui aurait pu le secourir mais ne l'a pas fait, ayant choisi de venir au secours d'une jeune fille enlevée sous ses yeux au même moment que Lionel. Au cours de cet épisode Lionel se révèlera indigne du Graal puisqu'il va jusqu'à tenter de tuer son propre frère par vengeance, et à tuer Calogrenant dans un accès de rage, tandis que Bohort prouve au contraire, en renonçant à user de violence contre son frère même pour défendre sa vie, qu'il est digne d'accéder au Graal.
Par la suite, Lionel, tout comme son frère, suivra Lancelot en exil après la révélation de la coupable liaison de ce dernier avec Guenièvre. Devenu Roi de Gaunes, Lionel participe aux combats livrés par Lancelot contre les forces d'Arthur, puis aux côtés d'Arthur contre Mordred. C'est au cours de la bataille livrée en Bretagne contre le reste de l'armée de Mordred qu'il est tué par Melehan, fils de Mordred. Sa mort sera finalement vengée par Bohort.

## Hommages
L'astéroïde (9504) Lionel, découvert en 1973, est nommé en son honneur.